# Brasão de armas do Lesoto

O brasão de armas do Lesoto foi aprovado em 4 de Outubro de 1966, na sequência da sua independência. No centro do escudo, está um crocodilo sobre um escudo Basotho. Este é o símbolo da dinastia do Lesoto, a maior etnia, o Sotho. Por detrás do escudo há duas armas cruzadas do século XIX. À esquerda e à direita do escudo, são apoiantes do escudo, dois cavalos Basuthos. Em primeiro plano, existe uma fita dourada com o lema nacional do Lesoto: Khotso, Pula, Nala (Paz, Chuva, Prosperidade).